# François et Jean-Antoine Pedoya
François et Jean-Antoine Pedoya, noms francisés des frères Francesco Pedoia (1798-1874) et Giovanni Antonio Pedoia (1803-1875), nés au village de Cuasso al Piano, dans la commune de Cuasso al Monte, province de Varèse en Italie, sont des peintres décorateurs italiens  naturalisés français.
Arrivés en France vers 1820, ils se sont installés en Ariège.

## Biographies

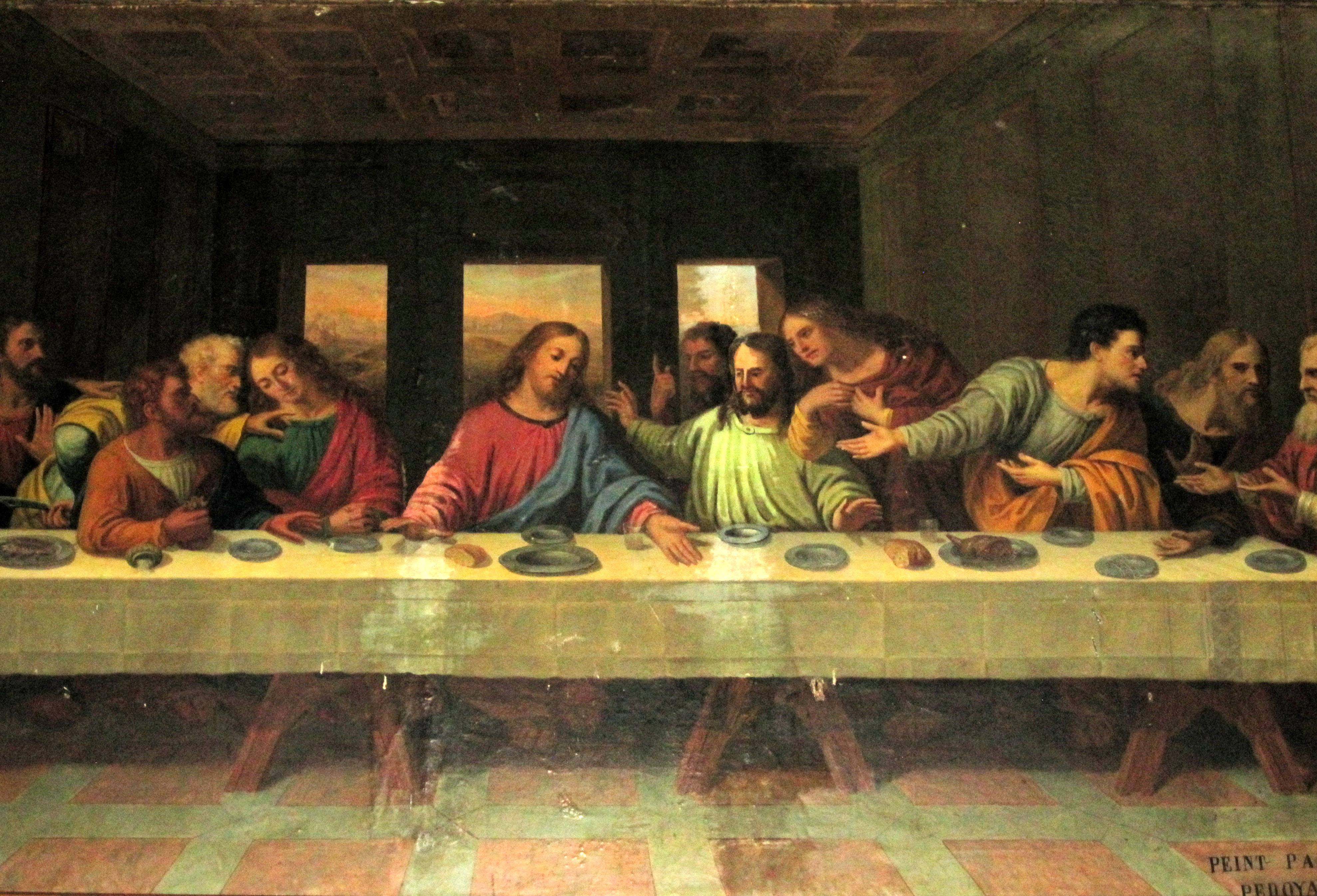
François Pedoya, La Cène, fresque d'après Léonard de Vinci), Saint-Girons (Ariège), chapelle de la maison de retraite.

Issus d'une famille de maçons, architectes, peintres, décorateurs, ils sont originaires de Cuasso al Monte, province de Varèse, en Italie. Ainsi, François Pedoya (naturalisé en octobre 1854) dit « l'Aîné », se présentant comme peintre d'histoire, le seul à avoir fréquenté l'Académie des beaux-arts de Bologne puis à s'être perfectionné à Rome, s'installe à Pamiers et épouse Emma Dupla (1816-1901). Trois enfants naîtront de cette union dont le futur général et député Gustave-Jean-Marie Pedoya (1838-1938).
Le cadet Jean-Antoine Pedoya (naturalisé en février 1869) épouse Bénédicte Déjean (1829-1911). Le couple s'installe à Montseron et a onze enfants qui moururent jeunes ; seul le dernier Joseph (1870-1944) survécut. 
Le benjamin Fortunato Pedoya (1807-1846) et, plus tard, le neveu Riccardo Pedoya (1835-1895), qui fut le premier maire de Montseron à la création de la commune en 1892, viendront compléter l'entreprise familiale.
Les peintres ne travaillaient pas seuls : « l'atelier comptait plusieurs dizaines d'ouvriers, sans doute experts à des degrés divers, parmi lesquels sont identifiés les peintres Buccaferrata (présenté comme le « cousin » des peintres), le jeune Jean-Paul Laurens et Barthes. »

## Œuvre
François et Jean-Antoine Pedoya ont réalisé de nombreuses œuvres religieuses et décoratives, principalement dans plus d'une centaine d'églises et notamment entre le pays toulousain et les Pyrénées. Certaines sont inscrites au titre des monuments historiques en tant qu’objet mobilier.
Les influences artistiques dont témoigne leur œuvre sont italiennes ou françaises, baroques ou néo-classiques avec des palettes colorées qui leur sont propres. Ils ont été les premiers à travailler sur un arrière plan bleu, d'où l'appellation de « bleu Pedoya ». 

## Œuvres dans les collections publiques
- Ariège :
  - Clermont, chapelle Saint-Jacques de Foix ;
  - Ercé ;
  - Galey ;
  - Gestiès ;
  - Lescure ;
  - Le Mas-d'Azil ;
  - Massat ;
  - Mirepoix ;
  - Orus ;
  - Oust ;
  - Rimont ;
  - Saint-Girons :
    - église Saint-Valier ;
    - chapelle de la maison de retraite ;

  - Saint-Jean-de-Verges, église Saint-Jean-Baptiste ;
  - Seix, chapelle Notre-Dame-de-Pitié ;
  - Siguer ;
  - Suc-et-Sentenac ;
  - Tarascon-sur-Ariège ;
  - Vèbre ;
  - Vicdessos.
- Aude : Saint-Martin-Lalande[4].
- Gers : Lectoure.
- Haute-Garonne :
  - Alan ;
  - Aurignac ;
  - Bouloc ;
  - Cier-de-Rivière ;
  - Colomiers, église Sainte-Radegonde ;
  - Fourquevaux ;
  - Fronton, église Notre-Dame ;
  - Lherm, église Saint-André ;
  - Merville[5] ;
  - Montgeard, église Notre-Dame-de-l'Assomption ;
  - Péguilhan ;
  - Pompertuzat ;
  - Rieumes ;
  - Rieux-Volvestre ;
  - Rouède.
- Hautes-Pyrénées : Tarbes.
- Tarn-et-Garonne :
  - Caumont ;
  - Castelsarrasin, église Saint-Sauveur ;
  - Moissac ;
  - Nohic, église Saint-Saturnin.
- Landes : Parleboscq, église Saint-Michel de Laballe.

Œuvres de François et Jean-Antoine Pedoya
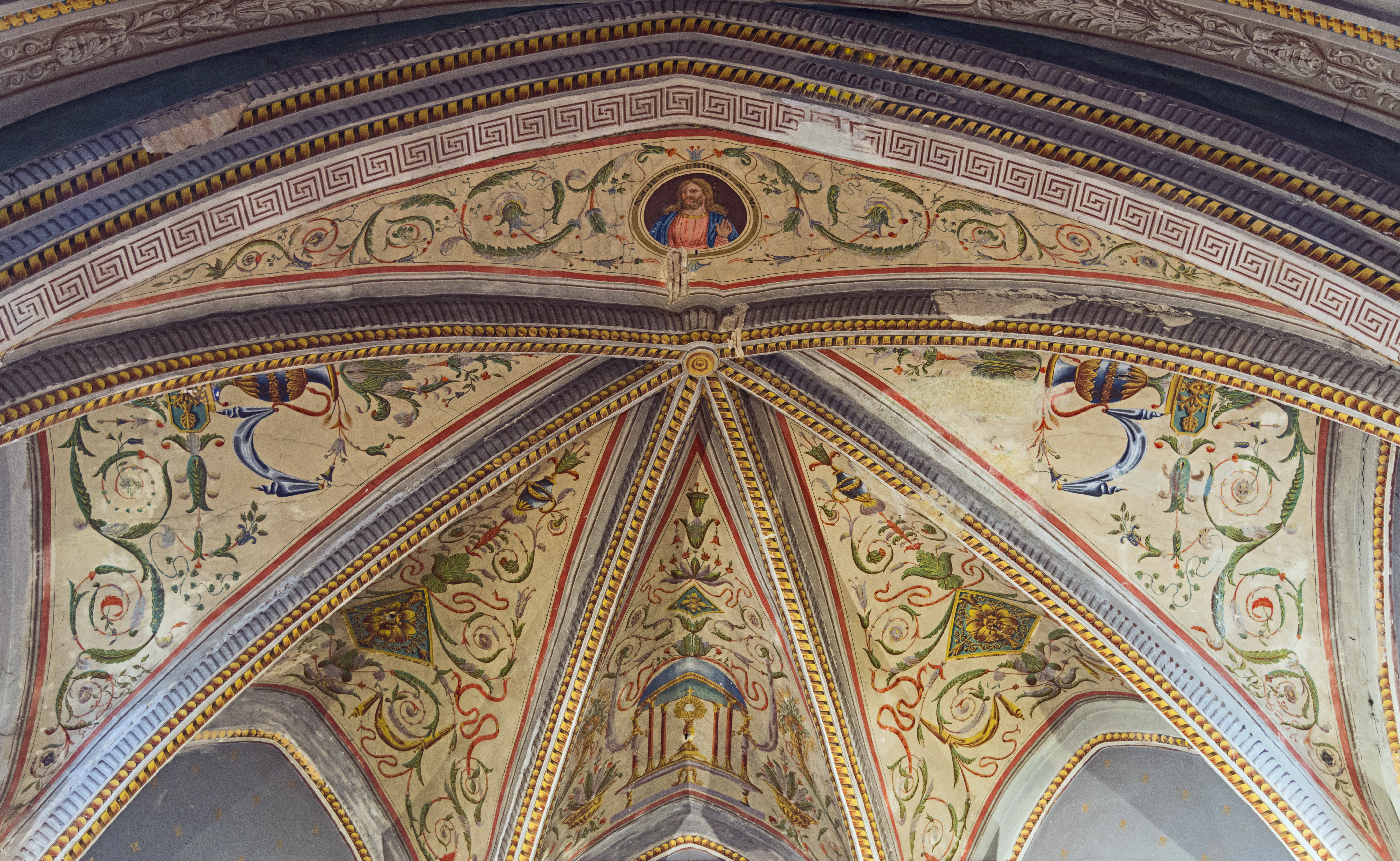
Décors de la voûte du chœur de l'église Notre-Dame de Bouloc.
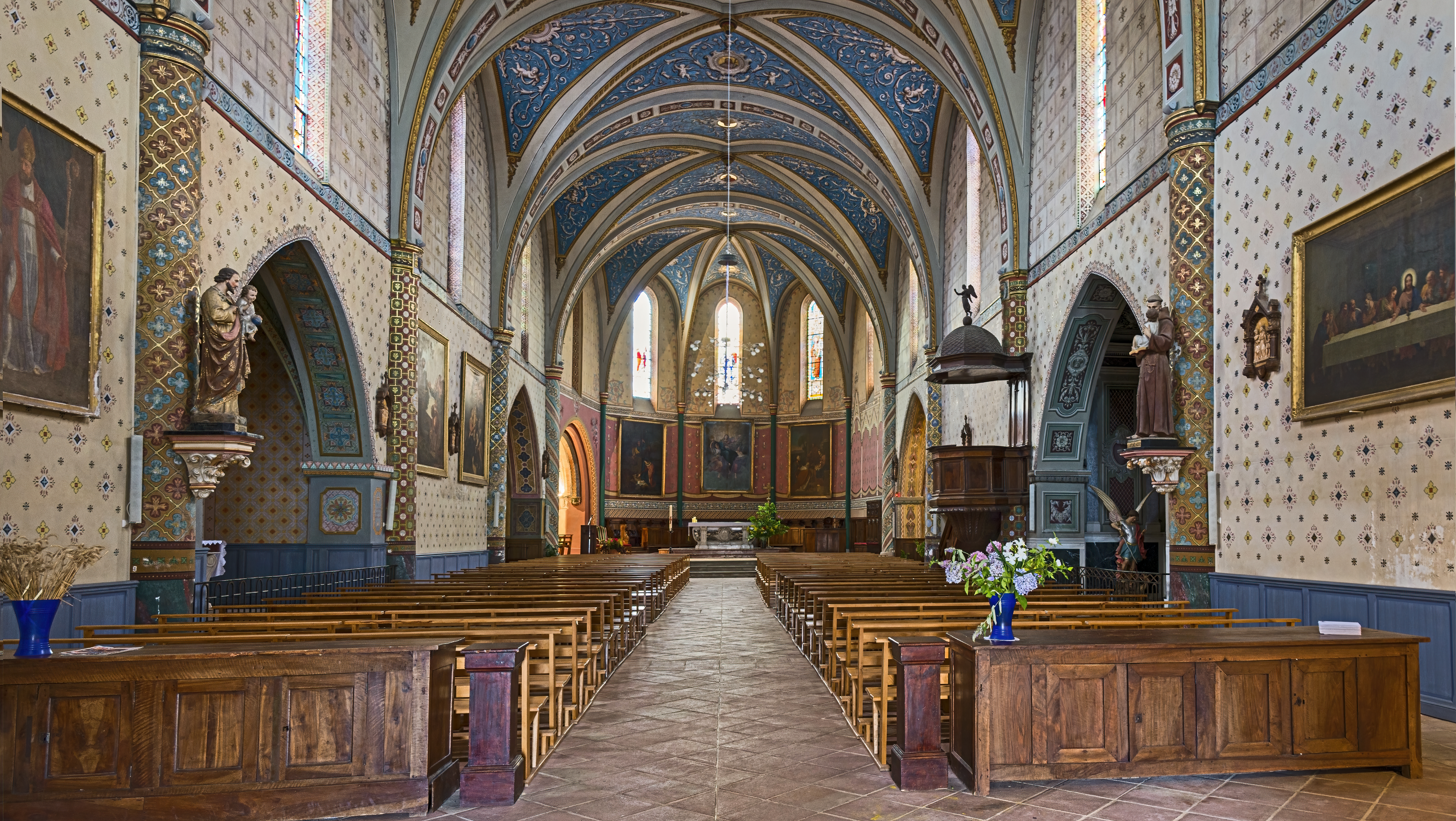
Notre-Dame de Fronton.
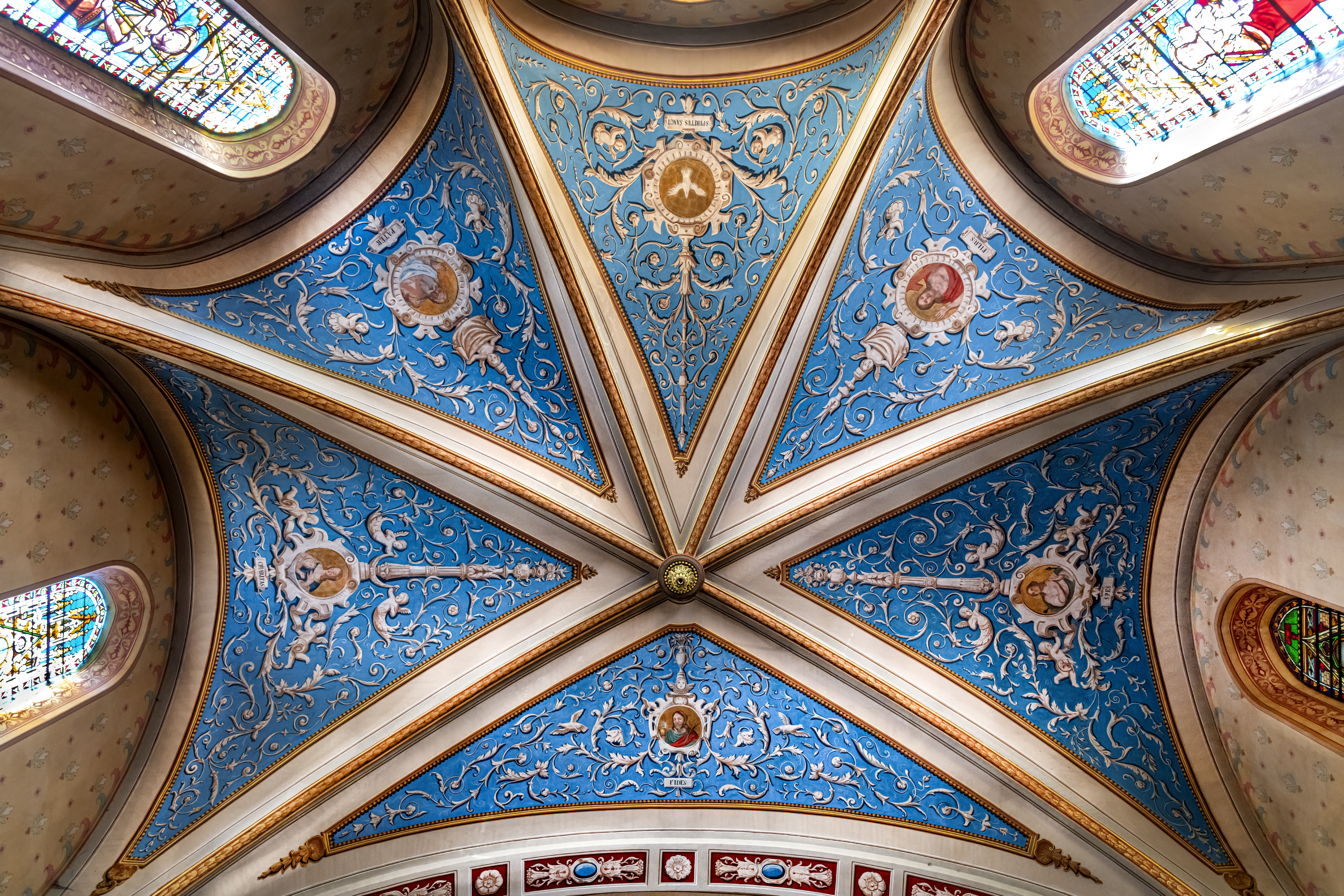
Plafond du choeur de Notre-Dame de Fronton.
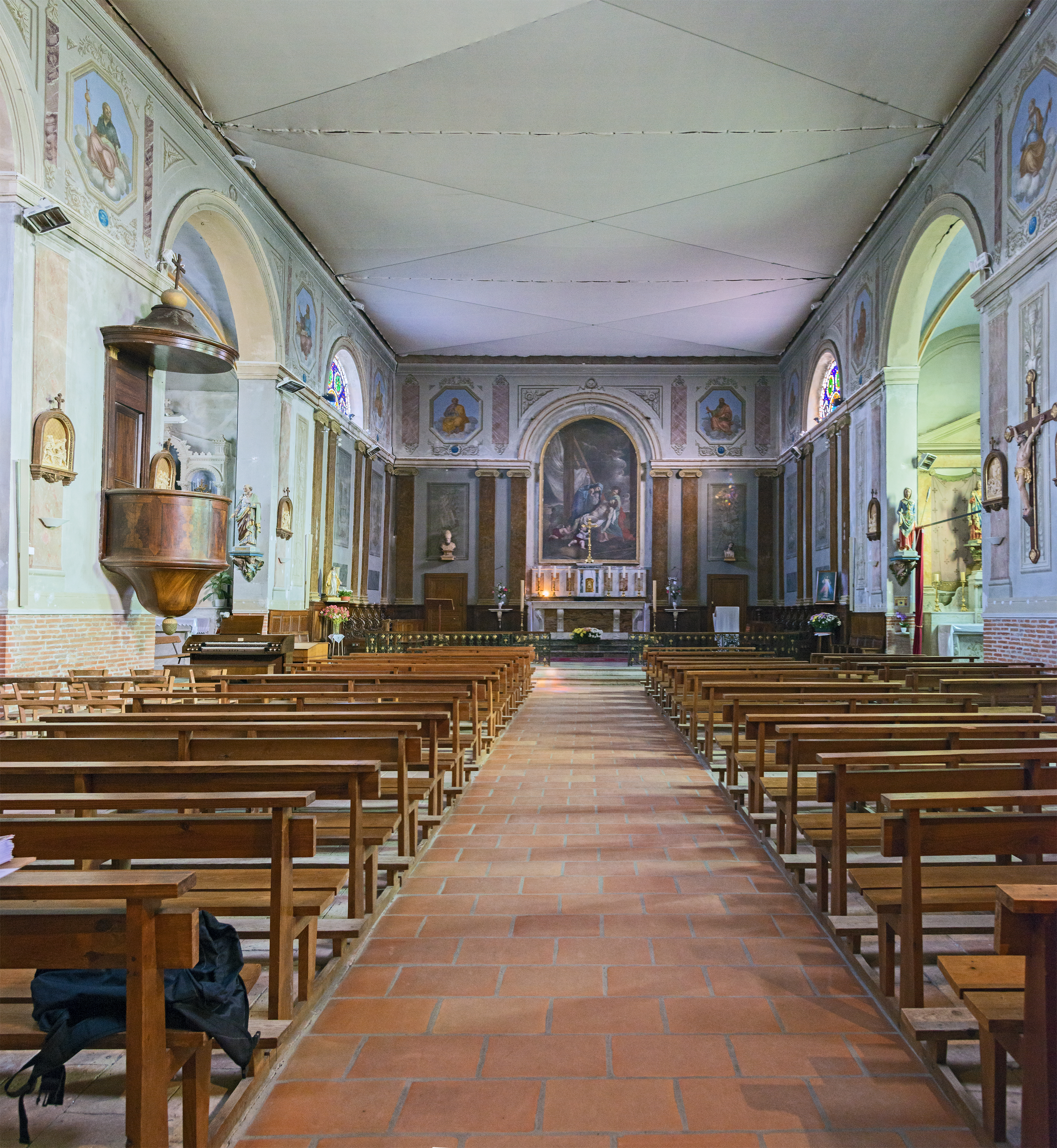
Nef de l'église Saint-Saturnin de Merville.
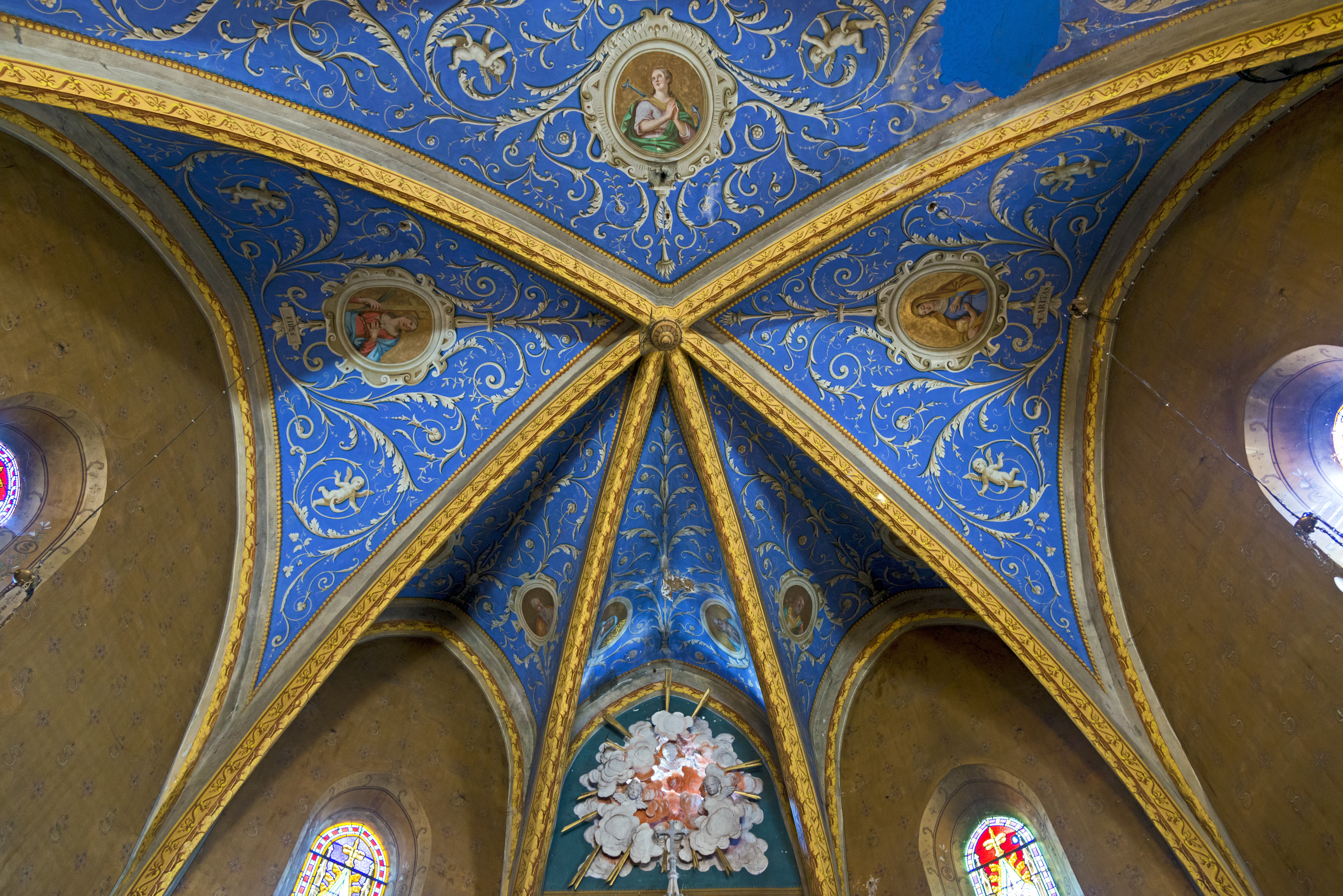
Voûte du chœur de l'église Saint-Saturnin de Nohic.

## Parcours de visite
L'Association Patrimoine en Couserans a mis en place un parcours Pedoya permettant de visiter six églises autour de Saint-Girons.